# Edwin M. Lee
Pour les articles homonymes, voir Lee.
Edwin Mah Lee, né le 5 mai 1952 à Seattle et mort le 12 décembre 2017 à San Francisco, est un homme politique américain, membre du Parti démocrate.
Il est maire de San Francisco de 2011 à sa mort.

## Biographie

### Enfance
Né en 1952 dans la banlieue de Seattle, Edwin M. Lee a pour parents deux immigrés chinois de la province du Guangdong, arrivés aux États-Unis dans les années 1930,. Il est diplômé du Bowdoin College, dans le Maine en 1974 et de l'université de Californie à Berkeley en 1978.

### Carrière
En 2000, Edwin M. Lee devient directeur des travaux publics de San Francisco, puis il est nommé en 2005 administrateur de la ville pour cinq ans par le maire Gavin Newsom, qui le reconduit pour un nouveau mandat de cinq ans en 2010.

#### Maire
En novembre 2010, le maire de San Francisco, Gavin Newsom, est élu au poste de lieutenant-gouverneur de Californie et prend ses nouvelles fonctions le 10 janvier 2011. Selon le règlement de la ville de San Francisco, la vacance de la fonction de maire doit être comblée par un vote à la majorité du Conseil des superviseurs (Board of Supervisors).
Le 7 janvier, un premier vote place Edwin M. Lee en tête avec dix voix contre une. Le 11 janvier, au lendemain de la démission effective de Newsom, par un vote du Conseil nouvellement élu, Lee est finalement élu maire à l'unanimité et prend ses fonctions immédiatement pour achever le mandat de Newson qui se termine en janvier 2012.
Edwin M. Lee est le premier Américain d'origine asiatique à devenir maire de San Francisco. Il est également le premier Américain d'origine asiatique à devenir maire de l'une des dix plus grandes villes américaines, par le PIB et la population.
Lee promet de ne pas participer à la prochaine élection du maire en novembre 2011, mais il se ravise et se présente finalement. Le 8 novembre, il obtient 59 % des voix face à John Avalos (en), autre candidat démocrate, et en janvier 2012, il entame un mandat complet de quatre ans à la tête de la ville.
En mai 2016, il doit demander la démission de Greg Suhr, chef du San Francisco Police Department, à la suite de manifestations de la communauté noire après que des officiers ont abattu des Noirs désarmés.

### Mort
Edwin M. Lee meurt d'une crise cardiaque, le 12 décembre 2017 à l'âge de soixante-cinq ans. 

### Vie privée
Edwin M. Lee est marié et père de deux filles.